# Ode' Osbourne
Ode' Osbourne (Kingston, Jamaica; 9 de enero de 1992) es un artista marcial mixto jamaicano que compite en la división de peso mosca de Ultimate Fighting Championship (UFC).

## Primeros años
Al crecer en Kingston, Jamaica, Osbourne vivió principalmente con su abuela y luego con su bisabuela. Su madre lo tuvo cuando tenía 18 años y aún estaba en la escuela, y su padre se mudó a Inglaterra cuando él tenía siete años. A los 9 años, se trasladó al barrio de Flatbush, en Brooklyn, Nueva York. Después iría dando tumbos, haciendo una parada en Florida, donde jugó al fútbol americano en el instituto junto a Jacoby Brissette. Destacó como miembro del equipo de lucha de la escuela, donde llegó a ser tres veces finalista estatal, y se trasladó a Milwaukee en sus últimos años de instituto. Se matriculó en la Universidad Carroll de Wisconsin, donde su entrenador del instituto, Ben Tomes, acababa de aceptar un puesto. Después de llegar a los nacionales como estudiante de primer año, se encontró con un bache en el camino, ya que el programa de lucha libre se cerró el año siguiente. Trabaja como profesor asistente en su trabajo a tiempo completo.

## Carrera de artes marciales mixtas

### Carrera temprana
Hizo su debut en MMA amateur en 2013, comenzando originalmente su entrenamiento en un pequeño gimnasio en Waukesha, Wisc. En su debut en MMA en NAFC Explosio en 2015, derrotó a Brent Lee por sumisión en el segundo asalto. También derrotó a sus dos siguientes oponentes en David Rhodes y Doug Milbrath. Luego perdería su primer combate profesional contra Antonio Sánchez por decisión unánime en RFA 39, se enfrentó a Cory Galloway en Pure Fighting Championships 5, y pasó a derrotarlo por decisión dividida. osbourne perdería contra esta vez contra José Luis Calvo vía kneebar en el primer minuto del combate en United Combat League: Havoc In Hammond 4. Sometió a Seigenald Aurtan Daley Jr. en el primer asalto por estrangulamiento de triángulo en Pure Fighting Championship 9. Derrotó a Daley Jr. por segunda vez por TKO en el primer asalto en Pure FC 10 The Dark Knights Rise. Derrotó a Kelly Offield por sumisión en el primer asalto en HD MMA 15.
Se enfrentó a Armando Villarreal el 16 de julio de 2019 en el Dana White's Contender Series 20 para tener una oportunidad de obtener un contrato con la UFC. Ganó el combate por sumisión en el primer asalto, consiguiendo un contrato de UFC en el proceso.

### Ultimate Fighting Championship
Debutó en la UFC contra Brian Kelleher en UFC 246 el 18 de enero de 2020. Perdió el combate por sumisión en el primer asalto.
Se esperaba que se enfrentara a Jerome Rivera el 30 de enero de 2021 en un evento de la UFC. El evento nunca se materializó y el emparejamiento se canceló.
Se esperaba que se enfrentara a Denys Bondar en un combate de peso acordado de 130 libras el 6 de febrero de 2021, en UFC Fight Night: Overeem vs. Volkov. Sin embargo, Bondar se retiró durante la semana de la pelea debido a razones no reveladas y fue reemplazado por Jerome Rivera, y su combate tuvo lugar en el peso pluma. Ganó el combate por nocaut en el primer asalto.
Se esperaba que se enfrentara a Amir Albazi el 17 de julio de 2021, en UFC on ESPN: Makhachev vs. Moisés. Sin embargo, Albazi se retiró del combate a finales de junio alegando una lesión. A su vez, fue retirado de la cartelera por completo y reprogramado para un evento futuro.
Se enfrentó a Manel Kape el 7 de agosto de 2021 en UFC 265. En el pesaje, Kape pesó 129 libras, tres libras por encima del límite de combate de peso mosca sin título. El combate se desarrolló en el peso acordado y a Kape se le impuso una multa del 20% de su bolsa, que fue a parar a Osbourne. Perdió el combate por nocaut en el primer asalto.
Se enfrentó a CJ Vergara el 6 de noviembre de 2021 en UFC 268. En el pesaje, Vergara pesó 127.4 libras, 1.4 libras por encima del límite del combate de peso mosca sin título. El combate se desarrolló en un peso acordado y perdió el 20% de su bolsa a favor de Osbourne. Perdió el combate por decisión unánime.
Se enfrentó a Zarrukh Adashev el 4 de junio de 2022 en UFC Fight Night: Volkov vs. Rozenstruik. Perdió el combate por TKO en el primer asalto. Esta victoria le valió el premio a la Actuación de la Noche.
Osbourne se enfrentó a Ronaldo Rodríguez el 14 de septiembre de 2024 en UFC 306. Perdió la pelea por decisión unánime.

## Campeonatos y logros
- Ultimate Fighting Championship
  - Actuación de la Noche (una vez) vs. Zarrukh Adashev[24]

## Récord en artes marciales mixtas
| Récord profesional | Récord profesional | Récord profesional |
| 21 peleas          | 12 victorias       | 8 derrotas         |
| ------------------ | ------------------ | ------------------ |
| Nocaut             | 5                  | 2                  |
| Sumisión           | 4                  | 4                  |
| Decisión           | 3                  | 2                  |
| Sin resultado      | 1                  | 1                  |

| Resultado     | Récord   | Oponente           | Método                                     | Evento                                   | Fecha                    | Ronda | Tiempo | Localización         | Notas                                                            |
| ------------- | -------- | ------------------ | ------------------------------------------ | ---------------------------------------- | ------------------------ | ----- | ------ | -------------------- | ---------------------------------------------------------------- |
| Derrota       | 11-5 (1) | Ronaldo Rodríguez  | Decisión (unánime)                         | UFC 306                                  | 14 de septiembre de 2024 | 3     | 5:00   | Las Vegas, Nevada    |                                                                  |
| Victoria      | 11-4 (1) | Zarrukh Adashev    | KO (puñetazos)                             | UFC Fight Night: Volkov vs. Rozenstruik  | 4 de junio de 2022       | 1     | 1:01   | Las Vegas, Nevada    | Actuación de la Noche.                                           |
| Victoria      | 10-4 (1) | C.J. Vergara       | Decisión (unánime)                         | UFC 268                                  | 6 de noviembre de 2021   | 3     | 5:00   | Nueva York           | Combate de peso acordado (127.4 lb); Vergara no alcanzó el peso. |
| Derrota       | 9-4 (1)  | Manel Kape         | KO (rodillazo volador y puñetazos)         | UFC 265                                  | 7 de agosto de 2021      | 1     | 4:44   | Las Vegas, Nevada    | Debut en el peso mosca; Kape no alcanzó el peso (129 libras).    |
| Victoria      | 9-3 (1)  | Jerome Rivera      | KO (puñetazos)                             | UFC Fight Night: Overeem vs. Volkov      | 6 de febrero de 2021     | 1     | 0:26   | Las Vegas, Nevada    | Combate de peso pluma.                                           |
| Derrota       | 8-3 (1)  | Brian Kelleher     | Sumisión (estrangulamiento por guillotina) | UFC 246                                  | 18 de enero de 2020      | 1     | 2:49   | Las Vegas, Nevada    |                                                                  |
| Victoria      | 8-2 (1)  | Armando Villarreal | Sumisión (barra de brazo)                  | Dana White's Contender Series 20         | 16 de julio de 2019      | 1     | 4:39   | Las Vegas, Nevada    |                                                                  |
| Victoria      | 7-2 (1)  | Kelly Offield      | Sumisión (estrangulamiento por triángulo)  | HD MMA 15                                | 19 de enero de 2019      | 1     | 4:07   | Shawnee, Oklahoma    | Combate de peso pluma.                                           |
| Victoria      | 6-2 (1)  | Aurtan Daley       | TKO (puñetazos)                            | Pure FC 10                               | 20 de octubre de 2018    | 1     | 2:16   | Milwaukee, Wisconsin |                                                                  |
| Victoria      | 5-2 (1)  | Aurtan Daley       | Sumisión (estrangulamiento por triángulo)  | Pure FC 9                                | 28 de julio de 2018      | 1     | 1:44   | Milwaukee, Wisconsin |                                                                  |
| Derrota       | 4-2 (1)  | Jose Luis Calvo    | Sumisión (barra de rodilla)                | United Combat League: Havoc In Hammond 4 | 23 de septiembre de 2017 | 1     | 0:24   | Hammond, Indiana     | Por el Campeonato de Peso Gallo de la UCL.                       |
| Victoria      | 4-1 (1)  | Cory Galloway      | Decisión (dividida)                        | Pure FC 5                                | 24 de septiembre de 2016 | 3     | 5:00   | Milwaukee, Wisconsin |                                                                  |
| Derrota       | 3-1 (1)  | Antonio Sanchez    | Decisión (unánime)                         | RFA 39                                   | 17 de junio de 2016      | 3     | 5:00   | Hammond, Indiana     |                                                                  |
| Victoria      | 3-0 (1)  | David Rhoads       | TKO (sumisión a puñetazos)                 | NAFC: Super Brawl                        | 30 de enero de 2016      | 1     | 4:36   | Waukesha, Wisconsin  |                                                                  |
| Victoria      | 2-0 (1)  | Doug Milbrath      | TKO (puñetazos)                            | NAFC: Battledome                         | 12 de septiembre de 2015 | 1     | 1:37   | Waukesha, Wisconsin  | Debut en el peso gallo.                                          |
| Sin resultado | 1-0 (1)  | Murjan Flowers     | Sin resultado                              | Pure FC 1                                | 24 de mayo de 2015       | 2     | 0:00   | Milwaukee, Wisconsin |                                                                  |
| Victoria      | 1-0      | Brent Lee          | Sumisión (estrangulamiento por detrás)     | NAFC: Explosion                          | 11 de abril de 2015      | 2     | 1:10   | Waukesha, Wisconsin  | Debut de peso pluma.                                             |